# Slag bij Bulgarophygon
De Slag bij Bulgarophygon vond plaats in de zomer van 896 in de buurt van de hedendaagse stad Babaeski in Turkije. Een Byzantijns-Bulgaarse oorlog tussen Leo VI van Byzantium en Simeon I van Bulgarije, die begon met een handelsconflict.